# ブッダ・インターナショナル・サーキット

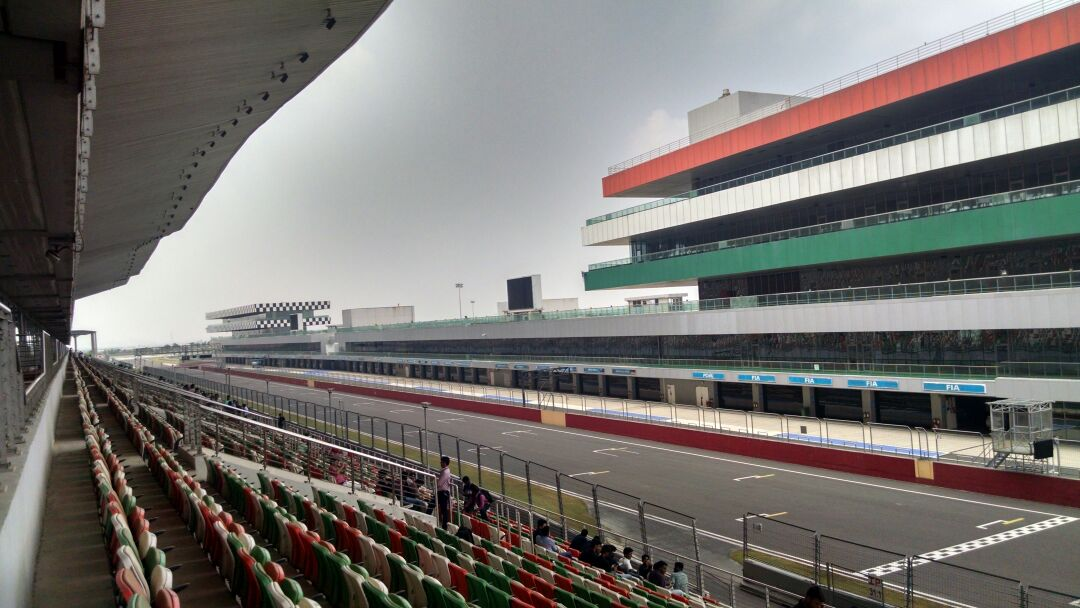
グランドスタンド

ブッダ・インターナショナル・サーキット（英語: Buddh International Circuit）は、インド・デリー近郊のノイーダ大都市圏にあるサーキット。2011年オープン。

## 概要
2011年より開催されるF1・インドグランプリのために新たに建設されたサーキット。コース設計は昨今新設されるF1用サーキットと同様、ヘルマン・ティルケ率いるティルケエンジニアリングが担当した。同地には現在クリケット場やゴルフコース、高層マンション、オフィスビルなど多数の施設を持つ総合スポーツエリアとして「Jaypee Greens: Sports City」の建設が進められており、本サーキットはその中核施設となる。
また2023年からはオートバイのロードレース世界選手権（MotoGP）のインドグランプリが開催されている。
当初は主催者にちなんで「ジェイピー・インターナショナル・レースサーキット」と呼ばれていたが、平和と静けさを意味する「ブッダ」から、開業前に現在の名称に変更された。
建設工事は遅れ、前年インドで開催されたコモンウェルスゲームズの施設準備が不完全だったことや、韓国GPの開催地である霊岩サーキットの先例から、インドGP開催までに間に合うのか懸念されていた。インドGPまで2週間となる2011年10月18日に正式開業したが、グランドスタンドは依然工事中だった。また、開業前には用地取得を巡って農民が反対集会を行い、サーキットの破壊を予告するという騒動もあった。しかし、本番では細かなトラブルはあったものの、運営・集客・コース設計のいずれにおいても関係者から高い評価を受けた。
F1開催が消滅した2014年以降はレースの開催も減少し、サーキットを所有するジェイピー・グループは財政難に陥った。2020年2月には、土地の使用料が払えず閉鎖に追い込まれている。同年4月には、2019新型コロナウイルス感染拡大に対応するための検疫施設として利用された。

## コースレイアウト
全長5.141kmのコースは2本のストレートと16のコーナーで構成される。土地の起伏を活かすようデザインしており、各所にアップダウンがある。路面は埃っぽく滑りやすい。
ピットレーンはF1でも最長の部類の600mあり、ピットインでのロスタイムが大きい。ターン1から3にかけては上り坂となり、ターン3への進入はブラインドとなっている。続くロングストレートが最大のオーバーテイクポイントとなり、ストレートエンドのターン4は競り合いでラインを選べるよう、コース幅が広く取られている。
セクター2は左右の切り返しとロングコーナーが続くテクニカルセクションとなっている。高速で回り込むターン10・11はイスタンブール・パークのターン8と似ているが、イスタンブールとは逆に出口に向けてRがきつくなる。